# Tamburin
Tamburin je ročno glasbilo  iz družine tolkal. Izvira iz Irana. Uporablja se v najrazličnejših zvrsteh glasbe : italijanska in romska ljudska glasba, klasična glasba, perzijska glasba, gospel, pop glasba in rock. Kot primer navajamo skupino Nazareth, kjer ga je pevec redno uporabljal med petjem.
Ime izvira iz francoske besede tambourin, kar se nanaša na ozke in dolge bobne, ki so se uporabljali v Provansi. Je okrogle oblike, na eni strani ima napeto kožo ali membrano. Koža je napeta preko lesenega ali kovinskega okvira, v katerem so odprtine ali zareze, v katere so vpeti krožni zvončki, ki ustvarjajo zvok pri tresenju tamborina. Premer tamburina je po navadi 50 cm, lahko pa tudi manj. Igra se nanj tako, da se trese, udarja ob dlan ali ob telo človeka, ki igra nanj.